# Istocheta longicauda
Istocheta longicauda là một loài ruồi trong họ Tachinidae.